# Crash Love
Crash Love – ósmy album studyjny amerykańskiego zespołu punk rockowego AFI. Wydany został 29 września 2009 roku.
Album zajął dwunaste miejsce na liście Billboard 200, sprzedając się w 52 000 kopiach w Stanach Zjednoczonych w pierwszym tygodniu od wydania.

## Lista Utworów
Na podstawie źródła.
1. "Torch Song" - 3:45
2. "Beautiful Thieves" - 3:46
3. "End Transmission" - 3:47
4. "Too Shy to Scream" - 2:57
5. "Veronica Sawyer Smokes" - 2:44
6. "Okay, I Feel Better Now" - 4:31
7. "Medicate" - 4:20
8. "I Am Trying Very Hard to Be Here" - 2:43
9. "Sacrilege" - 3:27
10. "Darling, I Want to Destroy You" - 3:43
11. "Cold Hands" - 3:32
12. "It Was Mine" - 3:53

| Wydanie japońskie z dodatkowymi utworami                                  |
| ------------------------------------------------------------------------- |
| 13. "Carcinogen Crush" - 2:52 14. "Ether" - 2:36 15. "Miss Murder" - 3:26 |

| Wydanie iTunes                                                         |
| ---------------------------------------------------------------------- |
| 13. "Too Late for Gods" - 4:02 14. "Breathing Towers to Heaven" - 3:51 |

| Wydanie iTunes wersja rozszerzona |
| --- |
| 13. "Fainting Spells" - 3:59 14. "We've Got the Knife" - 3:49 15. "Where We Used to Play" - 3:56 16. "100 Words" - 5:14 17. "Too Late for Gods" - 4:02 18. "Breathing Towers to Heaven" - 3:51 |

| Dodatkowa płyta z Edycji Deluxe                                                                                     |
| --- |
| 1. "Fainting Spells" - 4:00 2. "We've Got the Knife" - 3:50 3. "Where We Used to Play" - 3:57 4. "100 Words" - 5:13 |